# Fandrandava
Fandrandava est une commune rurale malgache située dans la partie est de la région de la Haute Matsiatra.